# Laurence G. Taff
| 2460 Mitlincoln | 1º ottobre 1980   |
| 3403 Tammy      | 25 settembre 1981 |
| 3973 Ogilvie    | 30 ottobre 1981   |
| 4028 Pancratz   | 18 febbraio 1982  |
| 4143 Huziak     | 29 agosto 1981    |
| 4324 Bickel     | 24 dicembre 1981  |
| 4329 Miró       | 22 settembre 1982 |
| 6171 Uttorp     | 26 ottobre 1981   |

Laurence G. Taff (Cabin John, ...) è un astronomo statunitense.
Esperto in modelli matematici, ha costruito la propria carriera professionale tra astronomia e consulenza per società ipotecarie.
Il Minor Planet Center gli accredita la scoperta di dieci asteroidi, effettuate tra il 1980 e il 1982, di cui uno in collaborazione con David Beatty.